# Чемпионат Казахстана по футболу 1997 — золотой матч
Золотой матч чемпионата Казахстана по футболу 1997 года — дополнительный матч за золотые медали Чемпионата Казахстана состоялся 13 октября 1997 года на «Центральном» стадионе в Алма-Ате между командами «Тараз» (номинальный хозяин поля) и «Иртыш».
В этом матче футбольный клуб «Тараз» защищал титул чемпиона республики, завоёванный в сезоне 1996 года. Серебряным призёром того чемпионата был павлодарский «Иртыш», который уступил жамбылской команде 2 турнирных балла.

## Турнирное положение команд после 26 тура
| Место | Команда           | И  | В  | Н | П | ГЗ | ГП | ±  | О  | Примечания                |
| ----- | ----------------- | -- | -- | - | - | -- | -- | -- | -- | ------------------------- |
| -     | Иртыш (Павлодар)  | 26 | 17 | 5 | 4 | 46 | 15 | 31 | 56 | Участие в «золотом матче» |
| -     | Тараз             | 26 | 18 | 2 | 6 | 49 | 18 | 31 | 56 | Участие в «золотом матче» |
| 3     | Кайрат (Алма-Ата) | 26 | 16 | 5 | 5 | 52 | 14 | 38 | 53 |                           |

По итогам 26 туров павлодарский «Иртыш» и жамбылский «Тараз» набрали по 56 очков, поделив между собой первое место в турнирной таблице. В данном случае, по регламенту проведения чемпионата Казахстана по футболу в 1997 году, прочие показатели выступления команд не учитывались — предусматривалось проведение дополнительного золотого матча.
В сезоне 1997 года команды встречались дважды. Во 2-м туре в Таразе игра закончилась вничью со счётом 1:1. В последнем туре в Павлодаре «Иртыш» обыграл «Тараз» со счётом 1:0 и сравнялся с ним по количеству очков.
Таким образом, первый раз в истории Чемпионата Казахстана по футболу победитель выявлялся в дополнительном матче.

## Отчёт о матче
| «Тараз» | 0:1 | «Иртыш»     |
| ------- | --- | ----------- |
|         |     | Антонов 54′ |

| Тараз:               |     |        |     |
| Воскобойников        |     |        |     |
| Ваганов              |     |        |     |
| Сорочинский          |     |        |     |
| Кононов              |     |        |     |
| Елеусинов            | 84' | Зайцев | 84' |
| Мирзабаев            |     |        |     |
| Ниязымбетов          |     |        |     |
| Кошкаров             |     |        |     |
| Асуханов             |     |        |     |
| Мазбаев              | 83' |        |     |
| Кайназаров           |     |        |     |
| Тренер: Ваит Талгаев |     |        |     |

| Иртыш:                  |     |         |     |
| Ишутин                  |     |         |     |
| Садуов                  |     |         |     |
| Фамильцев               | 86' | Горячев | 86' |
| Перерва                 |     |         |     |
| Абдуалиев               |     |         |     |
| Антонов                 | 73' | Буш     | 86' |
| Кучерявых               |     |         |     |
| Дидык                   |     |         |     |
| Абильдаев               |     |         |     |
| Есмагамбетов            | 87' | Малышев | 87' |
| Зубарев                 |     |         |     |
| Тренер: Виктор Веретнов |     |         |     |

## Ход матча
Первый тайм проходил в равной борьбе между командами. Было несколько голевых моментов у жамбылской команды, но они не ознаменовались взятием ворот.
Во втором тайме на 54 минуте был забит гол игроком павлодарского «Иртыша» — Виктором Антоновым. На 83-й минуте предупреждение получает Нуркен Мазбаев. Тренер жамбылцев, Ваит Талгаев, выпускает нападающего на 84-й минуте матча. Виктор Веретнов выпускает двух защитников, благодаря чему команде удаётся удержать победный счёт.